# La scintilla
La scintilla è un film muto italiano del 1915 diretto da Eleuterio Rodolfi.